# Cơ thang

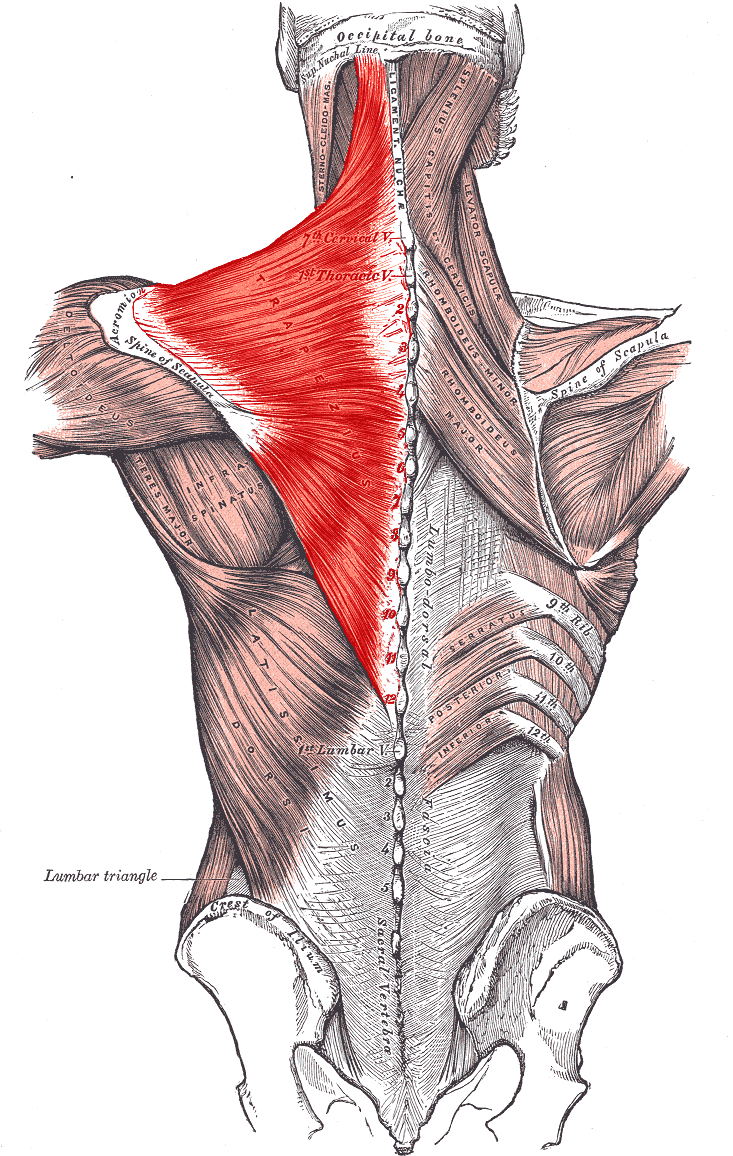
Cơ thang bên trái (màu đỏ)

Cơ thang (tiếng Latinh: musculus trapezius)' ở người là một cơ lớn và mỏng trải dài dọc theo phần trên của cột sống. Cơ thang có nguyên ủy là đường gáy trên, ụ chẩm ngoài, và các mỏm gai của đốt sống từ đốt sống cổ I đến đốt sống ngực XII, và bám tận tại mỏm cùng vai và gai vai. Chức năng của cơ thang là di chuyển xương vai và hỗ trợ cánh tay. Cơ thang được chia thành ba vùng theo chức năng: vùng trên có chức năng hỗ trợ trọng lượng của cánh tay; vùng giữa có chức năng kéo hai xương vai đến gần nhau; và vùng dưới có chức năng xoay và hạ xương vai.